# Nazinon (région)
Pour les articles homonymes, voir Nazinon.
Nazinon est l'une des 17 régions administratives du Burkina Faso. Elle portait le nom de Centre-Sud jusqu'à sa dénomination actuelle, adoptée lors du redécoupage territorial du 2 juillet 2025.

## Histoire
La région a été administrativement créée le 2 juillet 2001, en même temps que 12 autres.
Le 2 juillet 2025, à la suite d'une réforme territoriale menée par les autorités burkinabè, la carte administrative du pays est réorganisée. Le nombre de régions est porté à 17. Dans ce cadre, la région connue jusqu'alors sous le nom de Centre-Sud prend officiellement le nom de Nazinon.
Nazinon est un hydronyme attribué à l'un des principaux cours d'eau qui traversent la région. La désignation actuelle du fleuve, anciennement appelé Volta Rouge, a été adoptée durant la Révolution démocratique et populaire.

## Provinces
La région du Nazinon comprend 3 provinces :
- le Bazèga,
- le Nahouri (ou Naouri),
- le Zoundwéogo.

## Démographie
Population :
- estimée à 531 000 habitants en 1996.
- estimée à 742 378 habitants en 2012.

## Administration
Le chef-lieu de la région est établi à Manga.
Depuis décembre 2014, la région est dirigée par le gouverneur Casimir Bouraogo Ségueda